# Polícia da Dinamarca
A polícia da Dinamarca (politi em dinamarquês), é formada por uma agência nacional, administrada diretamente pelo estado. O Ministro da Justiça é o chefe de polícia, e exerce suas atribuições junto com o Comissário Nacional, e os Comissários dos distritos policiais.
Existem aproximadamente 11,000 policiais, e 14,000 funcionários que ocupam cargos administrativos na polícia da Dinamarca. Eles trabalham junto com a Polícia Nacional da Dinamarca na Groenlândia, nas Ilhas Feroe, e nos 12 distritos policiais quem cobrem todo o país.

## Reforma na polícia
Em Janeiro de 2007, foi iniciada uma reforma na polícia da Dinamarca. Os 54 distritos que estavam em funcionamento foram transformados nos 12 atuais. O objetivo era oferecer um moderno serviço policial mais eficaz, tanto nas investigações de crimes, como no serviço emergencial e de suporte. A reforma levou tempo, implicando mais policiais nas ruas para que a população se sentisse mais segura.

## Como ingressar
Na força policial dinamarquesa, é o Escritório do Comissário Nacional o responsável pela contratação dos futuros policiais. O treinamento é feito na escola de polícia, situada em Copenhagen, e para ingressar é preciso preencher alguns requisitos como:
- Idade entre 21 e 29 anos
- Ser um cidadão dinamarquês ou naturalizado
- Estar em boa saúde, física e mental
- Possuir habilitação para dirigir
- Não possuir antecedentes criminais

## Galeria

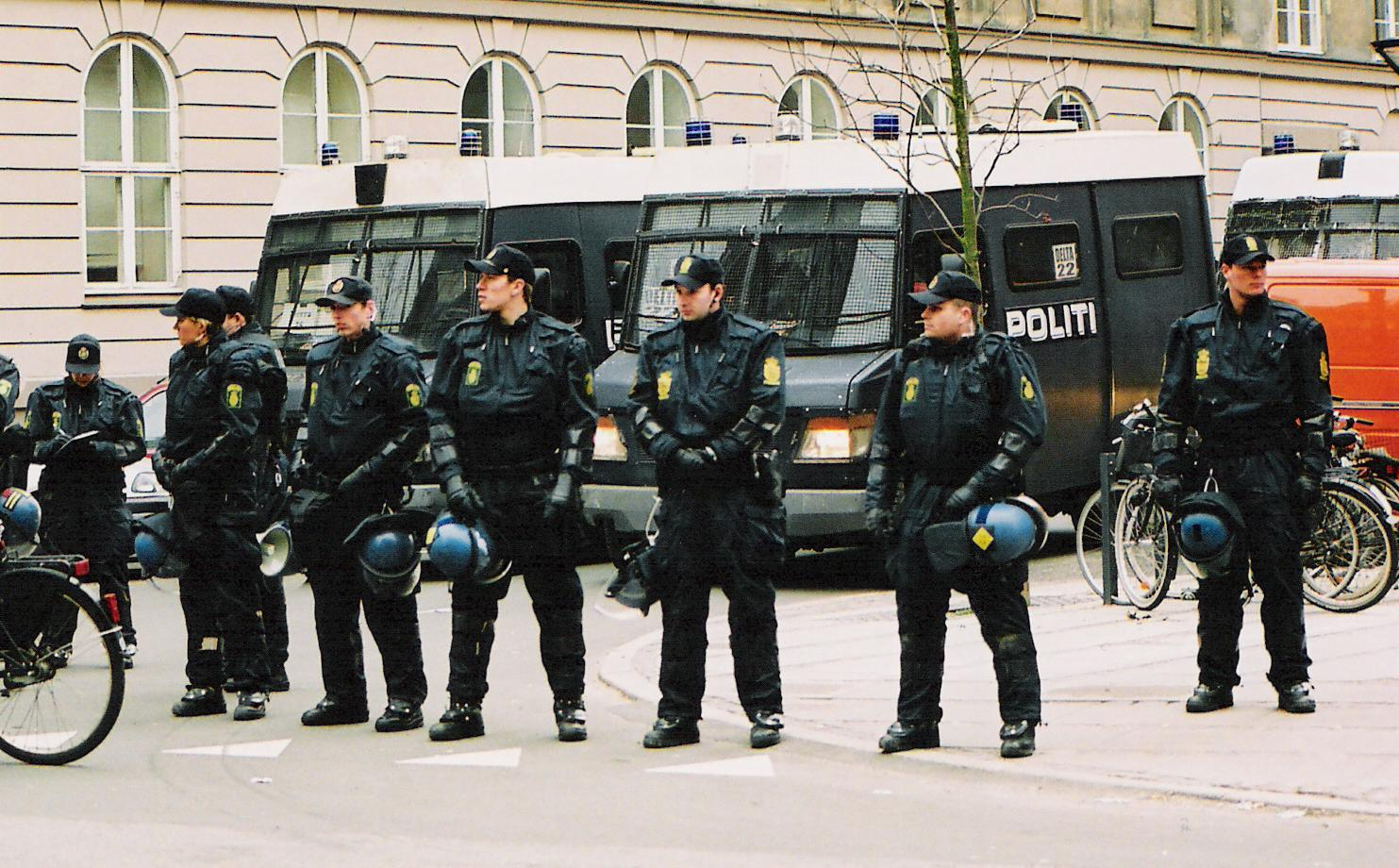
Policiais dinamarqueses
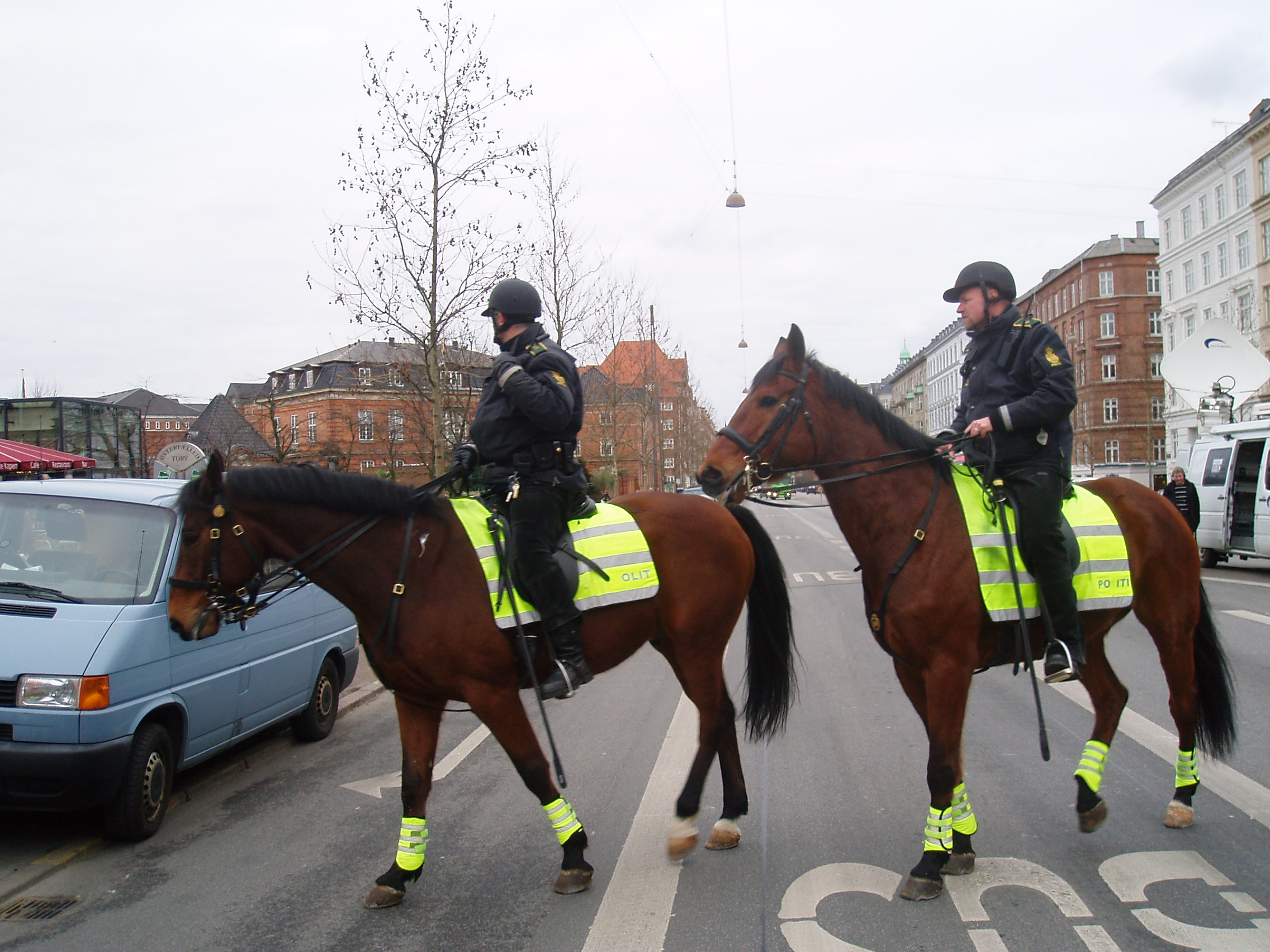
Polícia Montada
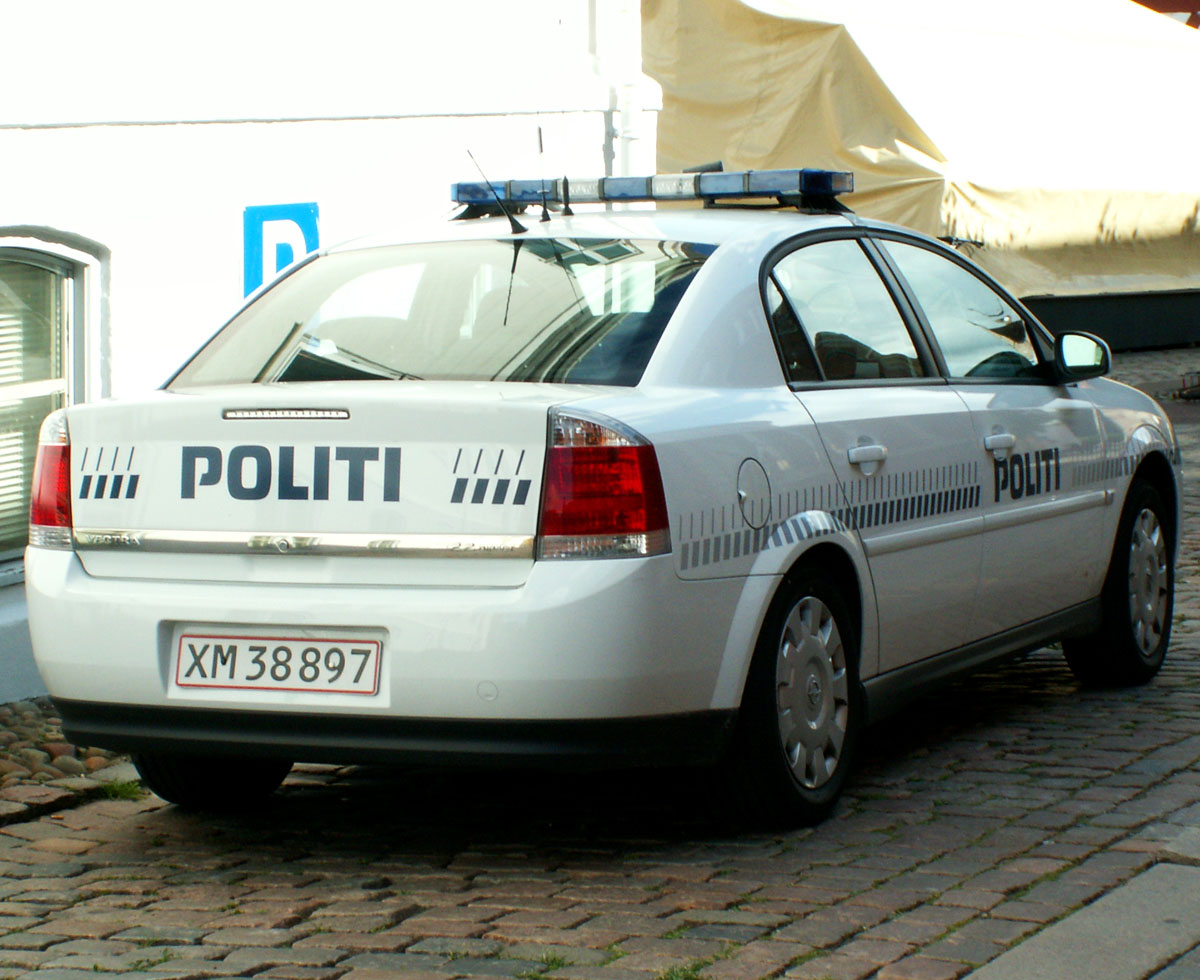
Viatura da polícia da Dinamarca
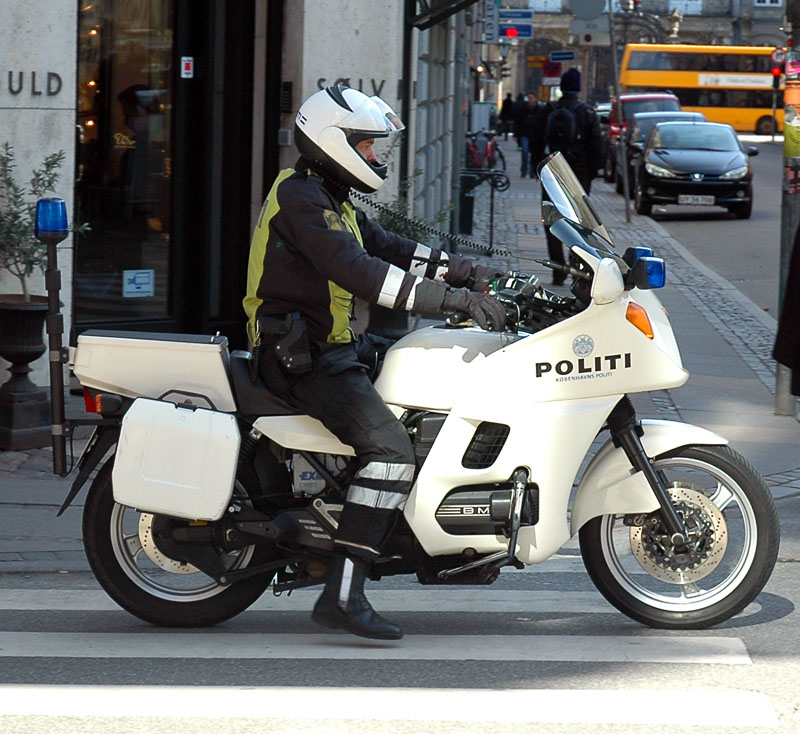
Policial patrulhando em uma moto
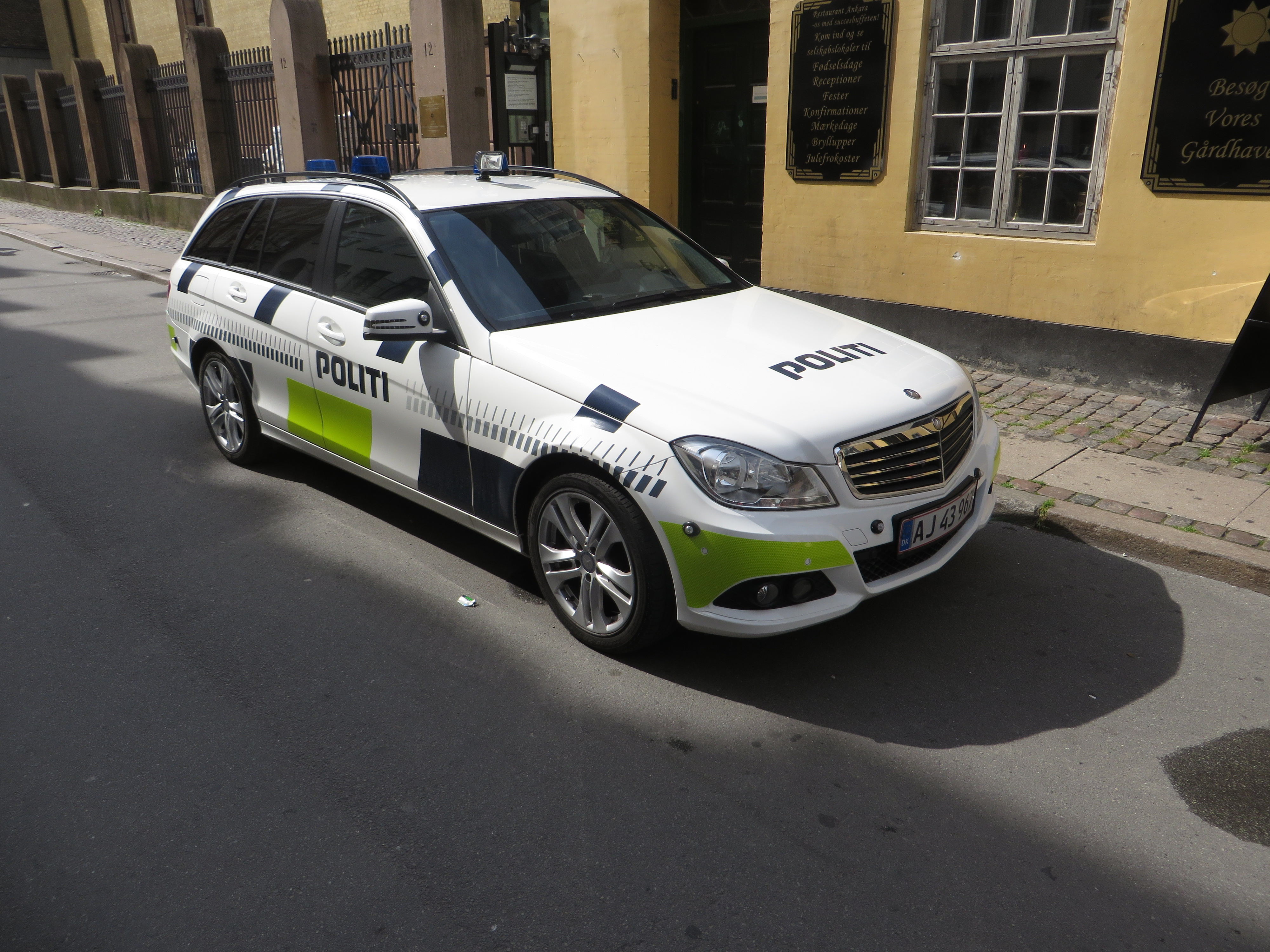
Viatura com nova caracterização
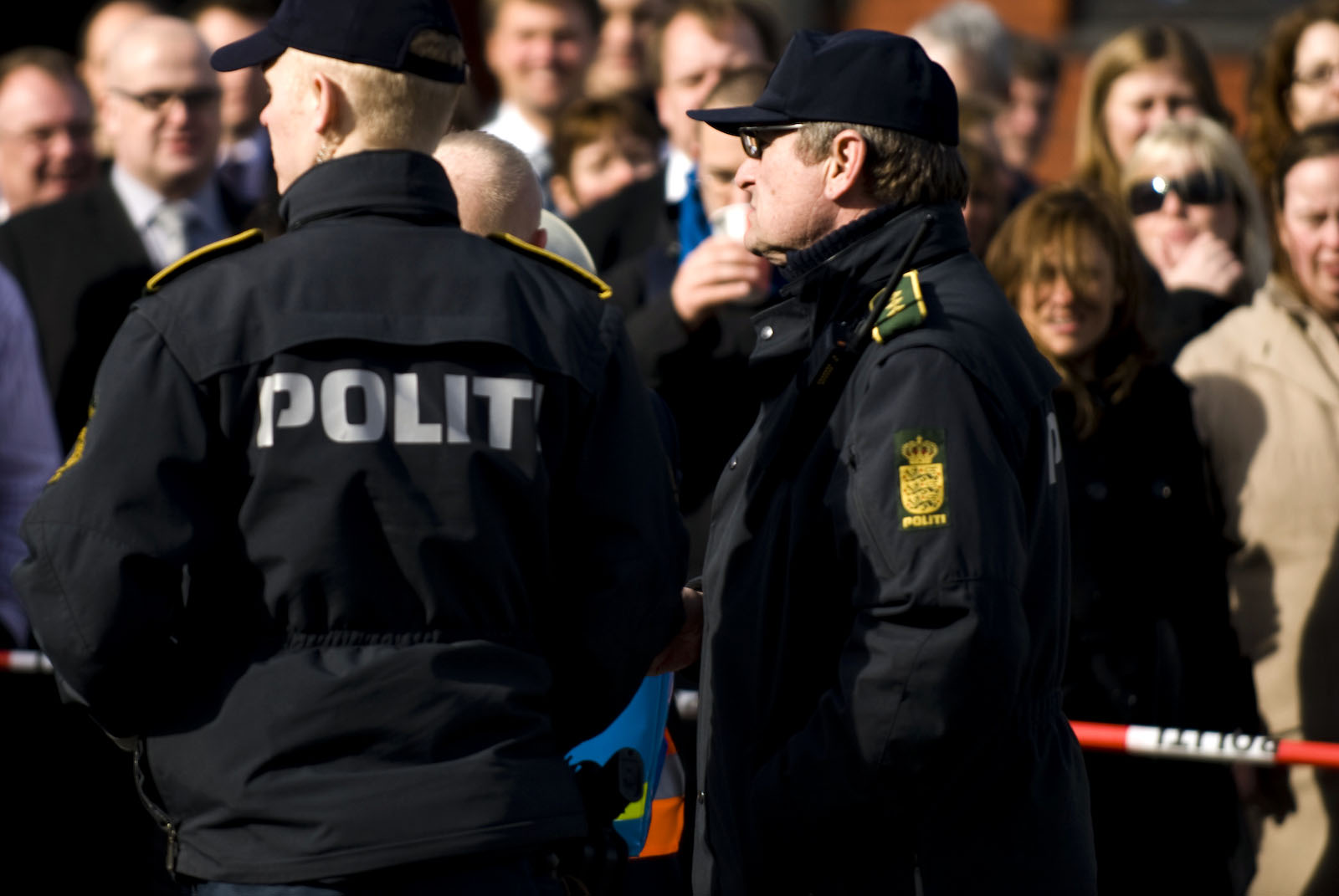
Oficiais
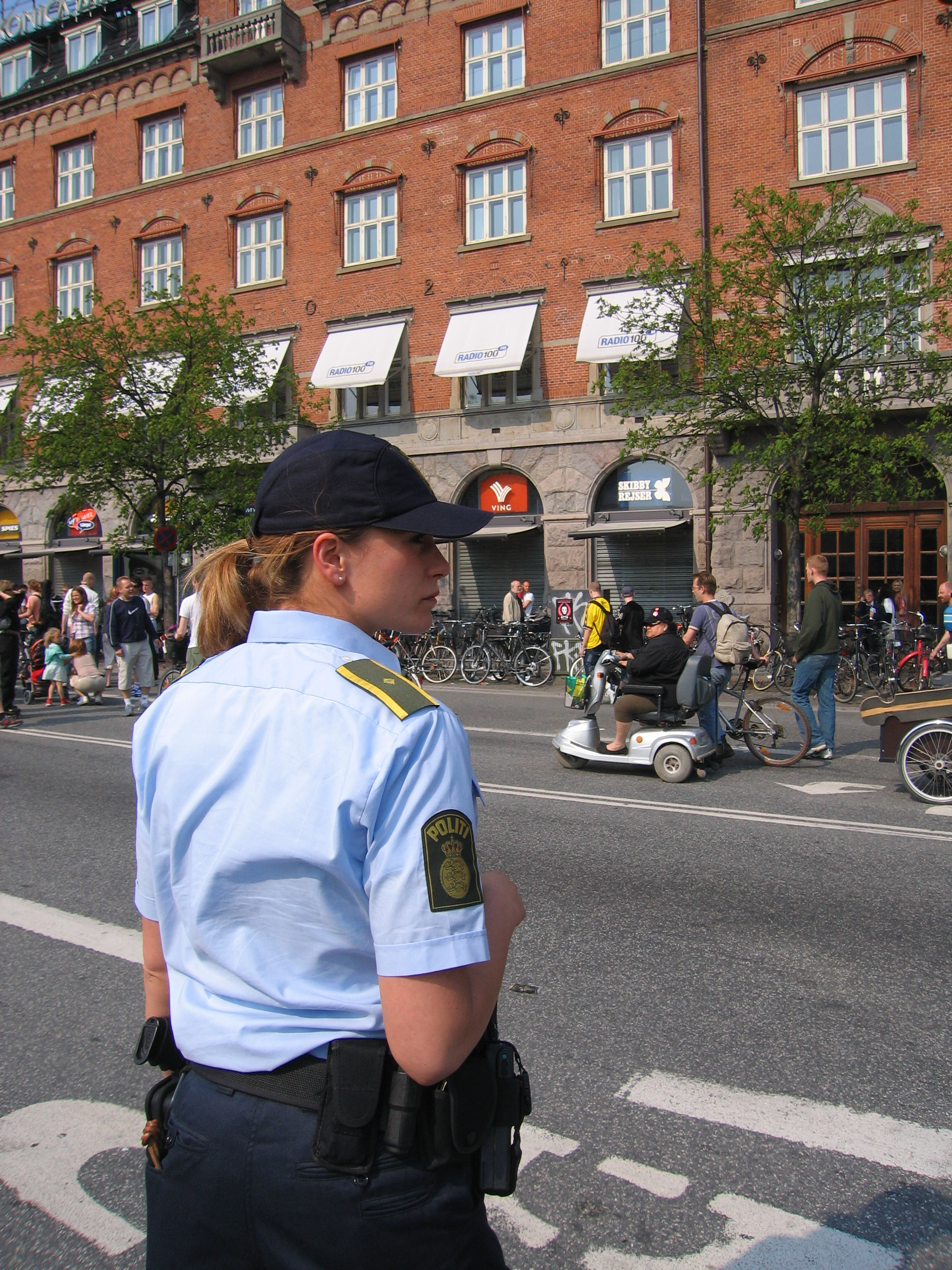
Oficial
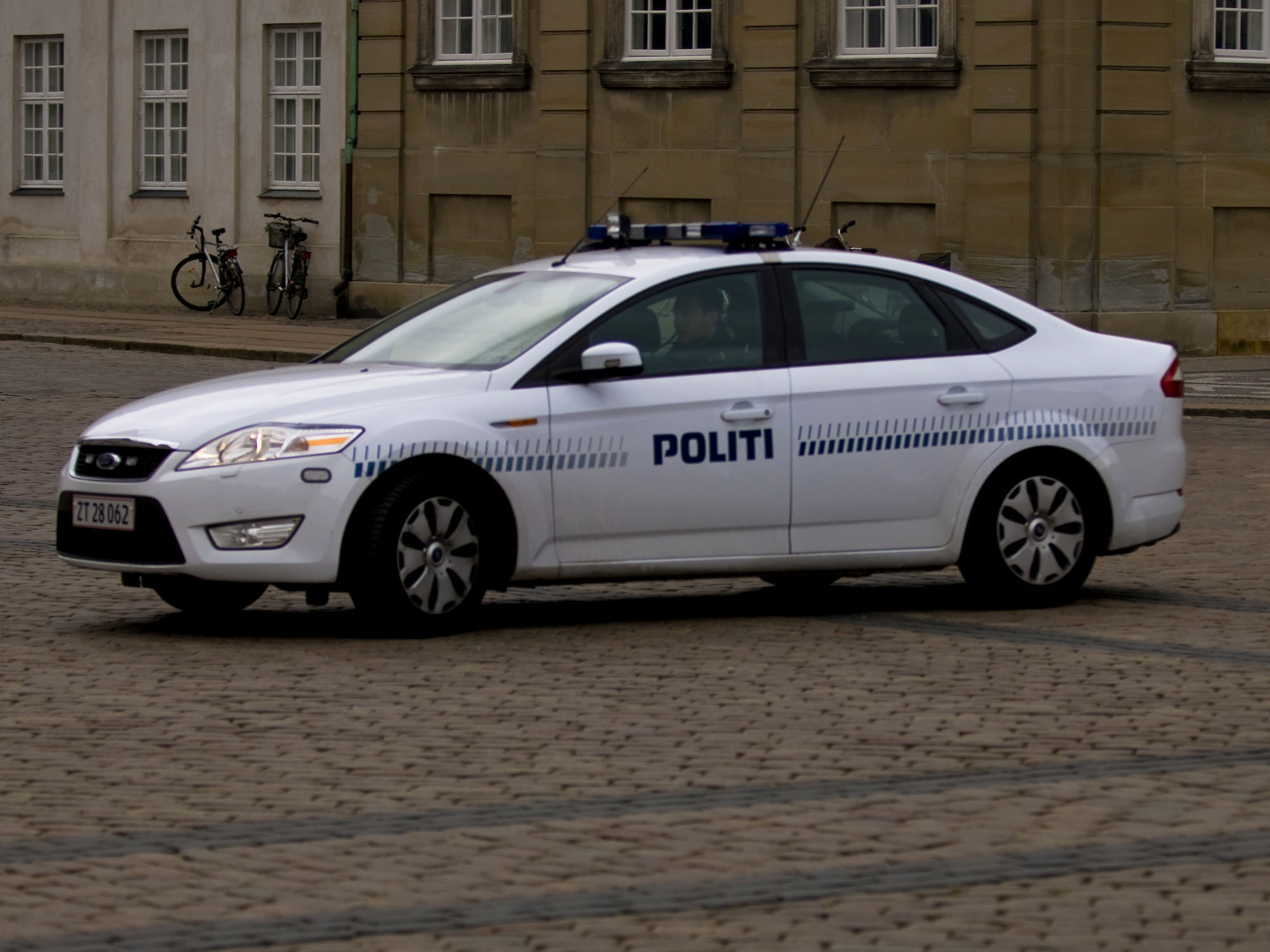
Viatura
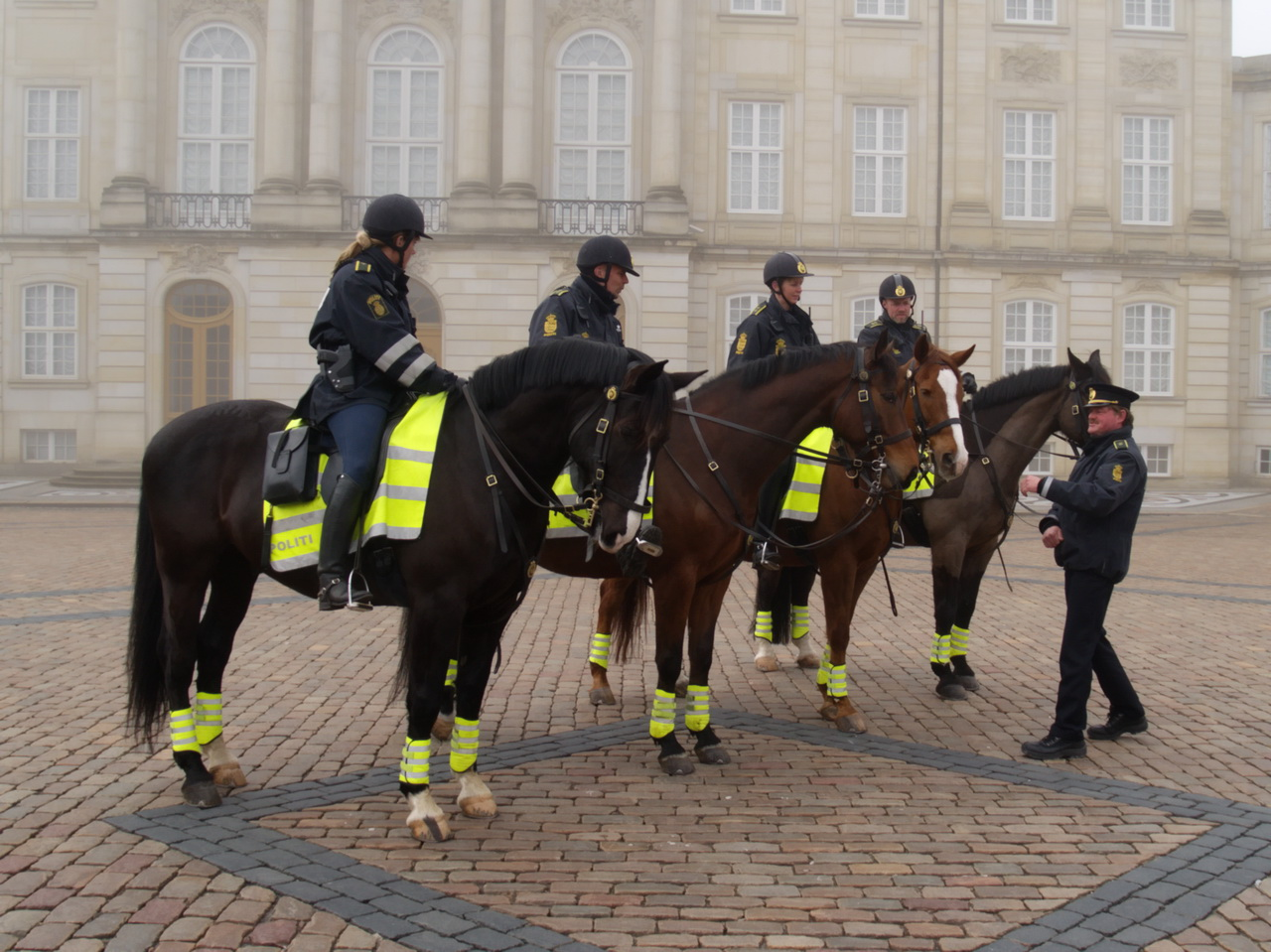
Polícia Montada